# 圣让德舍沃吕
圣让德舍沃吕（法語：Saint-Jean-de-Chevelu，法語發音：[sɛ̃ ʒɑ̃ də ʃəvly]）是法国萨瓦省的一个市镇，属于尚贝里区。

## 地理
圣让德舍沃吕（45°41'25"N, 5°49'9"E）面积12.72 平方千米，位于法国奥弗涅-罗讷-阿尔卑斯大区萨瓦省，该省份为法国东部省份，历史上为薩伏依的一部分，北起上萨瓦省，西接伊泽尔省和安省，南部和东部与上阿尔卑斯省和意大利接壤。
与圣让德舍沃吕接壤的市镇（或旧市镇、城区）包括：比耶姆、布尔多、拉沙佩勒迪蒙迪沙、圣保罗叙耶讷、耶讷。

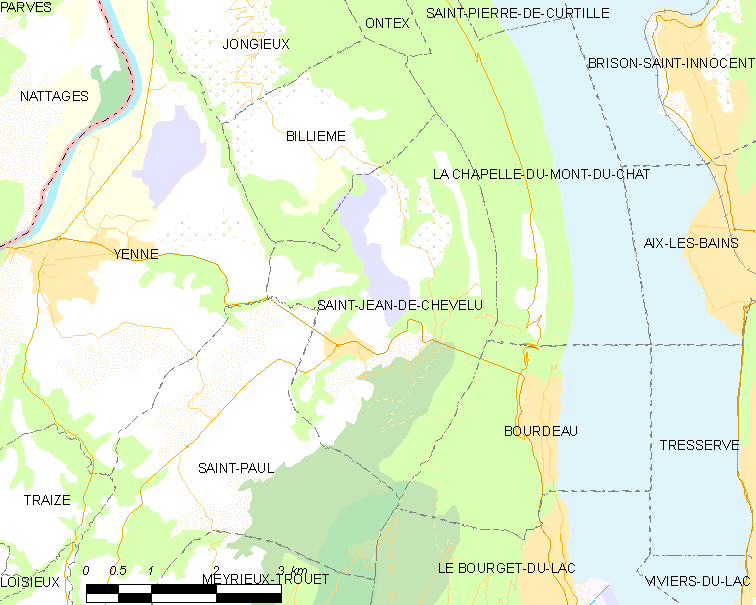
圣让德舍沃吕的OSM定位图

圣让德舍沃吕的时区为UTC+01:00、UTC+02:00（夏令时）。

## 行政
圣让德舍沃吕的邮政编码为73170，INSEE市镇编码为73245。

## 政治
圣让德舍沃吕所属的省级选区为萨瓦比热县。

## 人口

1962-2008年间圣让德舍沃吕人口变化图示

圣让德舍沃吕于2022年1月1日时的人口数量为837人。